# Peniche
Peniche (portugisiskt uttal: [pɨˈniʃ(ɨ)]
 ( lyssna)) är en stad och kommun i distriktet Leiria i västra Portugal. Den ligger vid atlantkusten, i den historiska provinsen Estremadura, cirka 75 kilometer nordväst om Lissabon. Kommunen hade 26 429 invånare vid folkräkningen år 2021, på en yta av 77,55 km².

## Freguesias
Kommunen omfattar även ögruppen Berlengas och är uppdelad i fyra freguesias:
- Atouguia da Baleia
- Ferrel
- Peniche
- Serra d'El-Rei

Peniche ligger på en halvö och har flera surfstränder i olika väderstreck.

## Historik
Staden har fiske, turism och utbildning som huvudsakliga inkomstkällor, och är berömd för sin virkning (Rendas de Peniche).På 90-talet var staden främst känd för sin fiskindustri och byarna runt omkring utgjordes av bondesamhälle med små primitiva jordlotter och primitivt jordbruk. Med investeringar EU gjort i infrastruktur har rörligheten inom Portugal ökat och turismen vuxit. Peniche har under 2000-talet arrangerat internationella surftävlingar och orten är idag mest känd för sin vågsurfing. De små fiskesamhällena har till stor del tagits över av vågsurfare och turister. Hotel och restauranger har vuxit kraftigt och idag är utbudet anpassat till internationella turister och orten lever året runt med sin surfing. Orten har en halvö, som delar av stranden vilket gör att det oftast går att surfa på minst en av sidorna. Många är surfhotellen och surfskolorna och ett ekonomiskt uppsving har även gynnat urbefolkningen, som fått se värdet på mark och hus stiga snabbt.
Peniche har varit bebodd sedan urminnes tider och det tycks finnas lämningar av neandertalare och Cro-Magnon i en grotta i västra delen som då låg vid strandnivå. Peniche var ockuperat under romarna och gavs av D. Afonso Henriques 1158 till bröderna Le Corni, för hjälpen med korstågen. År 1609 upphöjdes samhället till vila (byort), och 1987 erhöll Peniche stadsrättigheter.
Under António de Oliveira Salazars regim och fram till cirka 1980 flyttade många fiskarfamiljer från grannorten Nazaré till Peniche. Det medförde att den nasala portugisiskan som talades här blandades med utpräglad dialektal nazarénska, med dess annorlunda talmelodi.
Ett tiotal kilometer ut i Atlanten finns ögruppen och naturreservatet Berlengas som innehåller skyddade arter av sjöfågel och ett rikt fiskbestånd som också är skyddat.

## Galleri

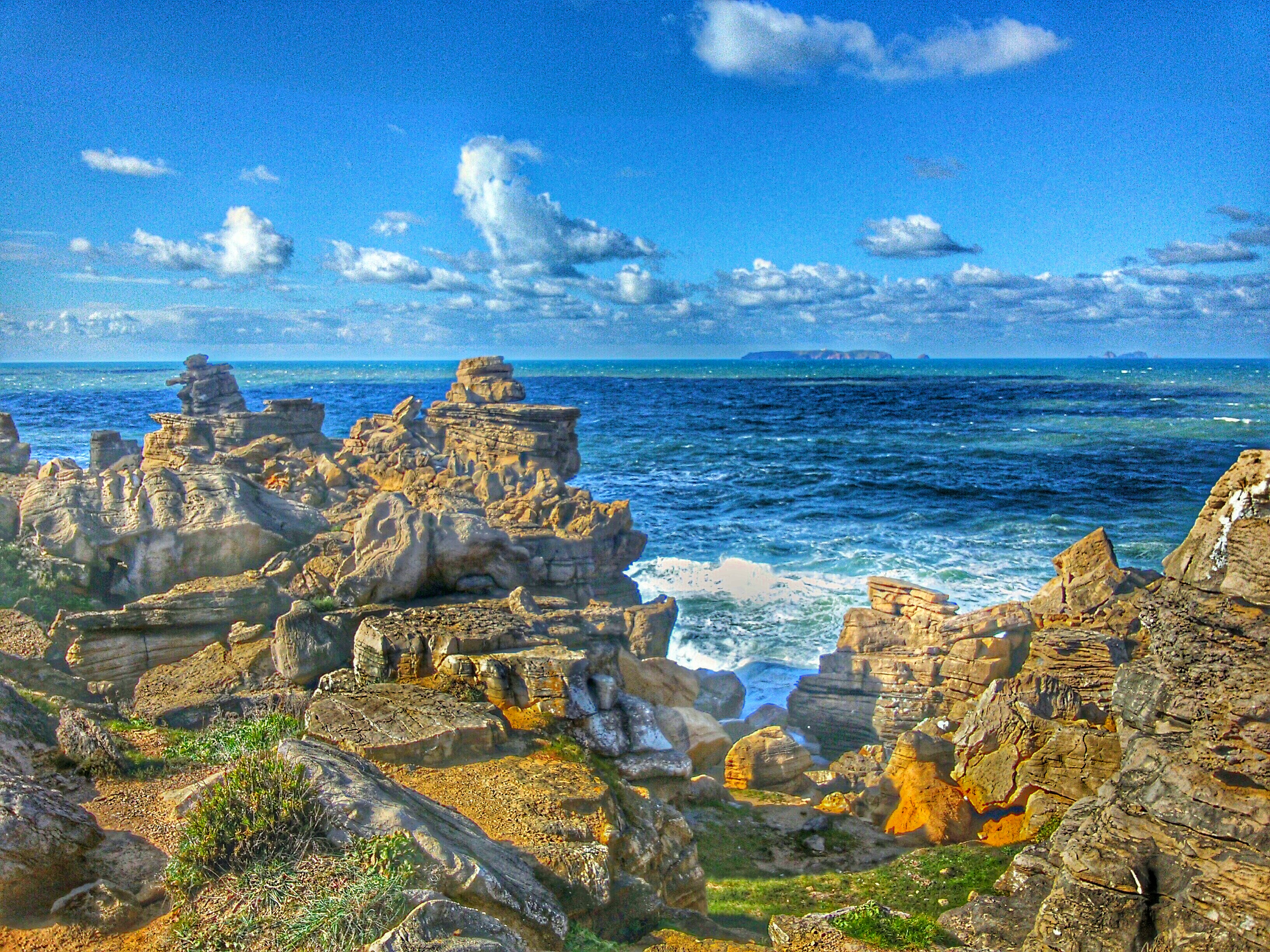
Atlanten vid Peniche.
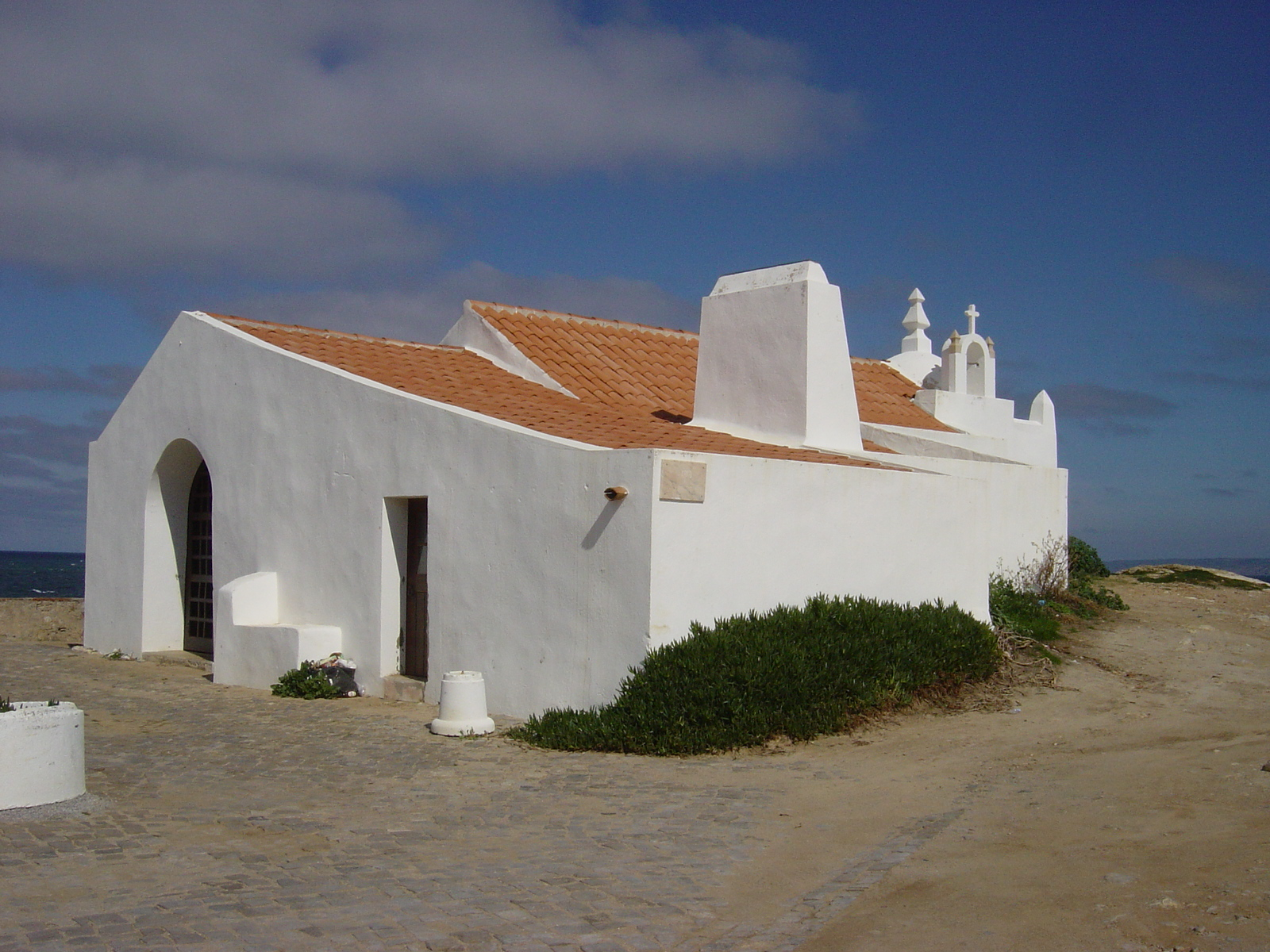
Kapell i orten Baleal.
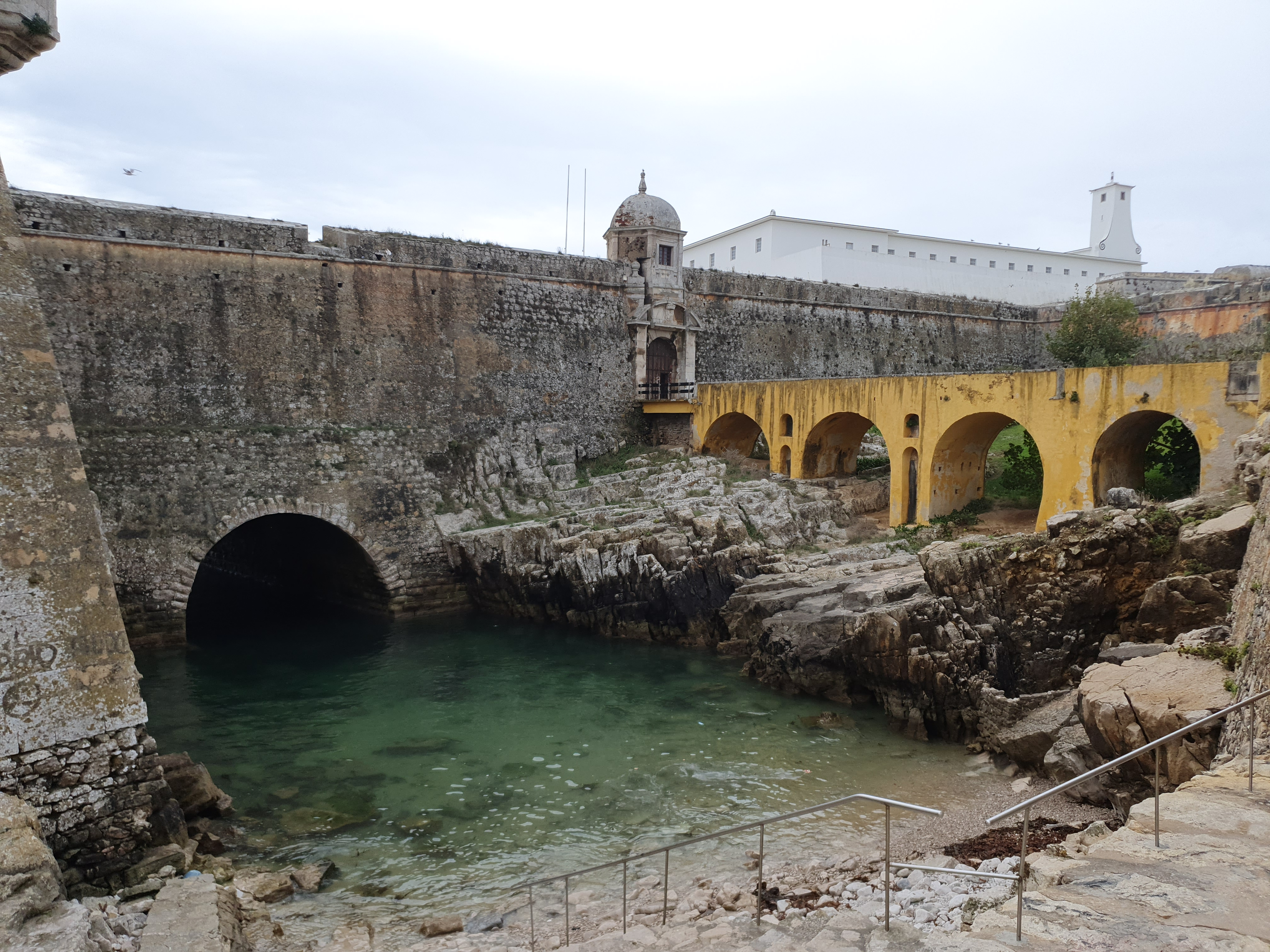
Fort i Peniche.
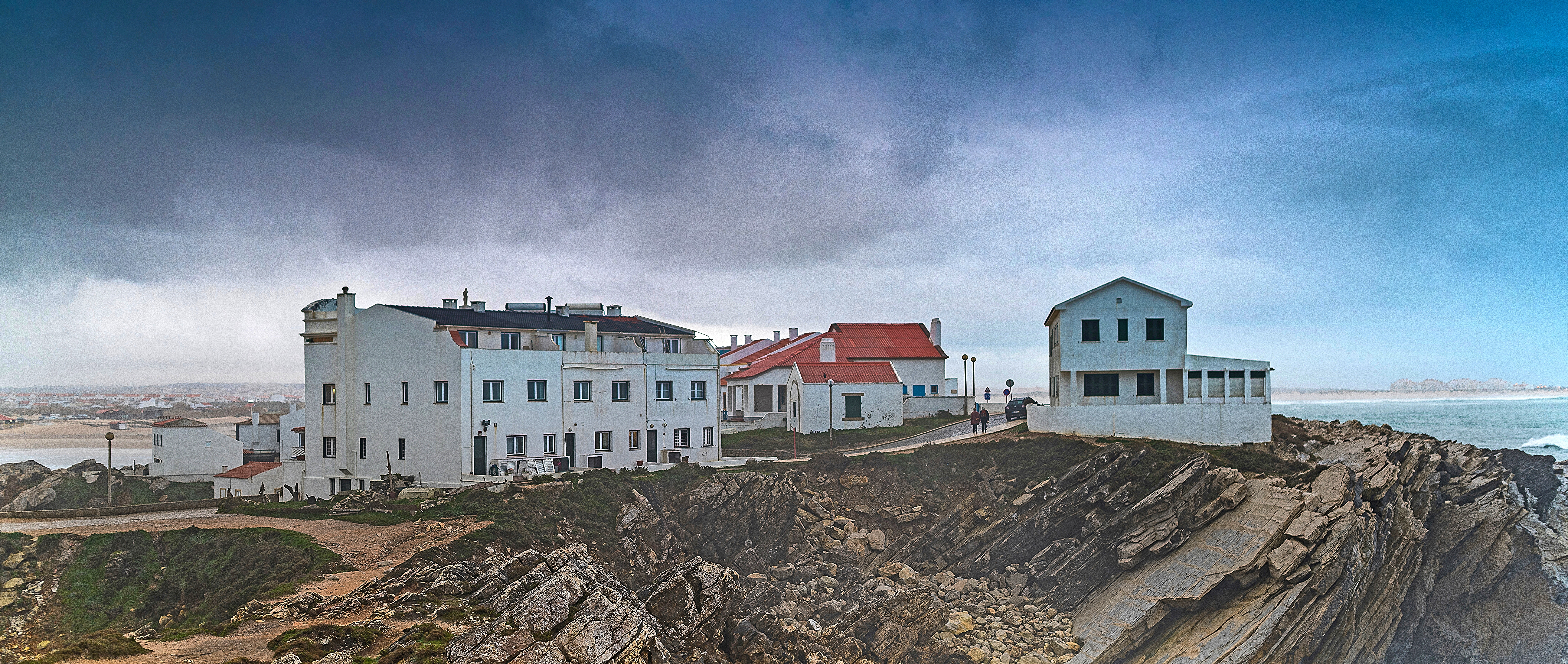
Byggnader utmed havet i Peniche.